# Yorgos Tzelilis
Yorgos Tzelilis (en griego: Γιώργος Τζελίλης; Vlorë, Albania, 13 de enero de 1973) es un deportista griego que compitió en halterofilia. Estuvo casado con la atleta Mirela Maniani.
Ganó tres medallas de plata en el Campeonato Mundial de Halterofilia entre los años 1998 y 2001, y dos medallas en el Campeonato Europeo de Halterofilia, plata en 2002 y bronce en 1994. Participó en los Juegos Olímpicos de Atlanta 1996, ocupando el cuarto lugar en la categoría de 64 kg.

## Palmarés internacional
| Campeonato Mundial | Campeonato Mundial        | Campeonato Mundial | Campeonato Mundial |
| Año                | Lugar                     | Medalla            | Categoría          |
| ------------------ | ------------------------- | ------------------ | ------------------ |
| 1998               | Lahti (Finlandia)         | Medalla de plata   | 69 kg              |
| 1999               | Atenas (Grecia)           | Medalla de plata   | 69 kg              |
| 2001               | Antalya (Turquía)         | Medalla de plata   | 69 kg              |
| Campeonato Europeo |                           |                    |                    |
| Año                | Lugar                     | Medalla            | Categoría          |
| 1994               | Sokolov (República Checa) | Medalla de bronce  | 59 kg              |
| 2002               | Antalya (Turquía)         | Medalla de plata   | 69 kg              |